# 19 (число)
19 (девятнадцать) — натуральное число, расположенное между числами 18 и 20.

## Математика
19 — простое  нечётное двухзначное число.
19 — центрированное шестиугольное число и число клеток в единственном нетривиальном нормальном магическом шестиугольнике.
19 — третье по счёту нечётное простое число, десятичная запись обратной величины которого имеет максимальную длину (в данном случае 18 цифр):
1/19 = 0,(052631578947368421) = 0,052631578947368421052631578947368421052631578947368421…
Любое натуральное число можно представить в виде суммы не более 19 четвёртых степеней.
Существует 19 матриц 2 × 2 с целыми коэффициентами в [-1; 1], перманент которых равен сумме коэффициентов на главной диагонали. Если коэффициенты брать из промежутка [-2; 2], число матриц возрастёт до 60.
19 — наименьшее простое число, представимое в виде суммы трёх попарно различных простых чисел.
- Недостаточное число
- Одиозное число
- Число Кита
- Простое число Чена

## Логика
19 — число модусов силлогизма, дающих достоверные выводы[уточнить].

## Гематрия
- יואב — Иоав, племянник царя Давида.

## Наука
- Атомный номер калия

## В других областях
- 19 год; 19 год до н. э., 1919 год
- ASCII — код управляющего символа DC3 (device control 3)
- 19 — Код субъекта Российской Федерации Республики Хакасия
- 19 — число, тесно связанное с сюжетом цикла книг «Тёмная Башня» Стивена Кинга, являющееся своеобразным символом ка.
- 19 — число, которое в Вере Бахаи имеет особое значение. Например: в Календаре Бахаи год состоит из 19 месяцев по 19 дней каждый (помимо Вставных Дней), 19 Апостолов Бахауллы.

- Число 19 по месяцам: 19 января | 19 февраля | 19 марта | 19 апреля | 19 мая | 19 июня | 19 июля | 19 августа | 19 сентября | 19 октября | 19 ноября | 19 декабря